# 嘉祿·里德
嘉祿·里德 PA（英語：Carl Reid；1950年12月14日—）為加拿大籍天主教會司鐸、宗座總書記官、前聖公會神職人員，曾於2019年至2023年擔任天主教南十字聖母個別教長管轄區的第二任教長。

## 生平

### 聖公宗時期
里德於1950年12月14日生於加拿大安大略省，原是一名聖公宗信友，於1951年1月14日受洗加入加拿大聖公會，他曾經於京士頓皇后大學功讀地質工程學，並於1973年畢業。
里德於1990年6月23日被按立為聖公會牧師，並於2007年1月27日被祝聖為聖公會主教。

### 天主教時期
2009年11月4日，教宗本篤十六世發表宗座憲令《聖公會的結合》，容許聖公會的信徒及神職人員加入天主教會，並特別容許已婚的聖公會神職人員加入天主教會後，領受天主教會的司鐸聖秩。
里德於2012年4月15日宣布改宗天主教會，並加入天主教聖伯多祿寶座個別教長管轄區，他於2013年1月26日被祝聖為天主教會的司鐸。
2019年3月26日，教宗方濟各任命里德為天主教南十字聖母個別教長管轄區第二任教長，由於里德是已婚，所以他不能被祝聖為天主教會的主教，但教宗授予他「宗座總書記官」的最高級別的蒙席頭銜，他受特別允許穿戴權戒和主教冠，還有手持牧杖等傳統的主教儀式配件。里德於同年8月27日在澳洲悉尼聖母主教座堂正式就職為天主教南十字聖母個別教長管轄區第二任教長。
2023年4月21日，教宗方濟各接受里德的請辭，並且任命天主教布羅肯灣教區的首牧安多尼·蘭達佐主教同時兼任為天主教南十字聖母個別教長管轄區的宗座署理。
里德榮休後，他回到加拿大服務，現時他在加拿大維多利亞的聖若望·亨利·紐曼堂協助牧民工作。